# امی لوکین
امی لوکِین (انگلیسی: Amy Locane؛ زادهٔ ۱۹ دسامبر ۱۹۷۱) هنرپیشه اهل ایالات متحده آمریکا است. وی از سال ۱۹۸۴ میلادی تاکنون مشغول فعالیت بوده‌است.
از فیلم‌هایی که وی در آن نقش داشته است می‌توان به گریان، منشی، کله‌پوک‌ها، روابط مدرسه و آسمان آبی اشاره کرد.